# ديفيد دوغلاس (مجدف)
ديفيد دوغلاس (بالإنجليزية: David Douglas)‏ هو مجدف أسترالي، ولد في 16 مارس 1947 في ملبورن في أستراليا.

## وصلات خارجية
- ديفيد دوغلاس على موقع الاتحاد الدولي للتجديف (الإنجليزية)
- ديفيد دوغلاس على موقع اللجنة الأولمبية الدولية (الإنجليزية)
- ديفيد دوغلاس على موقع أوليمبيديا (الإنجليزية)